# Edgardo Minond
Edgardo Minond es un arquitecto y docente universitario argentino.
Nacido en Ceres, Provincia de Santa Fe, cursó la carrera de Arquitectura en la Facultad de Arquitectura y Urbanismo de la Universidad de Buenos Aires en la década de 1970. Luego de graduarse en 1973, trabajó en el estudio de Manteola-Sánchez Gómez-Santos-Solsona, en la época en que estaba Rafael Viñoly. Después tuvo un estudio con varios amigos, y después comenzó a trabajar solo, con diferentes asociaciones puntuales, en equipo con otros estudios o arquitectos. Para el año 2010, estaba en sociedad con el chileno Mathias Klotz, con quien diseñó un local para Maria Cher en Palermo Viejo, las Oficinas de Turner Internacional en Argentina y el edificio de departamentos Greenhaus, en el Barrio Donado–Holmberg.
Además, a partir del año 2009 ganó una serie de concursos de arquitectura para el Gobierno de la Ciudad de Buenos Aires. Primero obtuvo el primer premio para el Parque Cívico de la Ciudad de Buenos Aires (asociado con Luis Bruno, Leonardo Lotopolsky y Marcelo Lorelli), luego la nueva Casa Central del Banco Ciudad de Buenos Aires en Parque Patricios (asociado con Norman Foster and Partners y con Berdichevsky-Cherny). Al ganar nuevamente un concurso para el Gobierno de Buenos Aires en marzo de 2013, para la remodelación del Parque y Centro de Exposiciones y Convenciones de Buenos Aires, el resultado del jurado trajo una serie de cuestionamientos y pedidos de impugnación por miembros de la Sociedad de Arquitectos, que fueron revisados y finalmente descartados.
En su curriculum cuenta con trayectoria como profesor de Arquitectura en la Facultad de Arquitectura, Diseño y Urbanismo de la Universidad de Buenos Aires, miembro del Colegio de Jurados de la Sociedad Central de Arquitectos de Buenos Aires, exmiembro del Tribunal de Honor de la Sociedad Central de Arquitectos de Buenos Aires, profesor invitado de las Facultades de Arquitectura de Córdoba y Rosario en Argentina y la Washington University en Saint Louis, Estados Unidos.
Además, Minond se reconoce como flâneur, aquel merodeador consagrado por Baudelaire y Benjamin, que se abandona al paseo, se deja tomar y sorprender por la ciudad. En 2010, editó su libro ilustrado Flâneur, editado por H. Kliczkowski.